# عبد القادر خوسانوف
عبد القادر حكماتوفيتش خوسانوف (بالأوزبكية: Abduqodir Xikmatjon oʻgʻli Xusanov) (من مواليد 29 فبراير 2004) هو لاعب كرة قدم أوزبكي محترف يلعب في مركز قلب الدفاع لصالح نادي مانشستر سيتي في الدوري الإنجليزي الممتاز ومنتخب أوزبكستان.

## المسيرة الكروية

### السنوات المبكرة
لعب خوسانوف في فرق الشباب بنادي بونيودكور الأوزبكي حتى سن 18 عامًا.

### إنرجيتيك- بي جي يو
في مارس 2022، انتقل خوسانوف إلى نادي إنيرجيتيك-بي جي يو البيلاروسي. شارك لأول مرة مع النادي في 19 مارس في مباراة ضد فيتيبسك، حيث بدأ المباراة ولعبها بالكامل. سجل خوسانوف هدفه الأول في 2 مايو 2022، في مباراة ضد نيمان جرودنو، حيث قدم أيضًا تمريرتين حاسمتين وفي مباراة يوم 29 مايو 2022، ضد سلافيا موزير، سجل هدفه الأول من ركلة جزاء في أغسطس 2022، إدرج خوسانوف في قائمة اللاعبين الواعدين في العالم وفقًا للمركز الدولي لأبحاث الرياضة. في نهاية الموسم، احتل ناديه المركز الثاني في الدوري البيلاروسي الممتاز لعام 2022. انضم إلى الفريق الرمزي للبطولة.
في ديسمبر 2022، أفاد نادي إنرجيتيك- بي جي يو أن خوسانوف سيستمر في اللعب في النادي. كانت أول مباراة له في الموسم الجديد في 2 أبريل 2023 ضد باتي بوريسوف. دخل ضمن الفريق الرمزي للجولة الثانية من الدوري البيلاروسي الممتاز. في 23 أبريل، سجل خوسانوف هدفه الأول لهذا الموسم في مباراة ضد شاختيور سوليجورسك. وبعد ثلاثة أيام، ضم إلى قائمة اللاعبين الواعدين تحت سن العشرين، حيث احتل المركز الخامس عشر بين المدافعين المركزيين.

### لانس

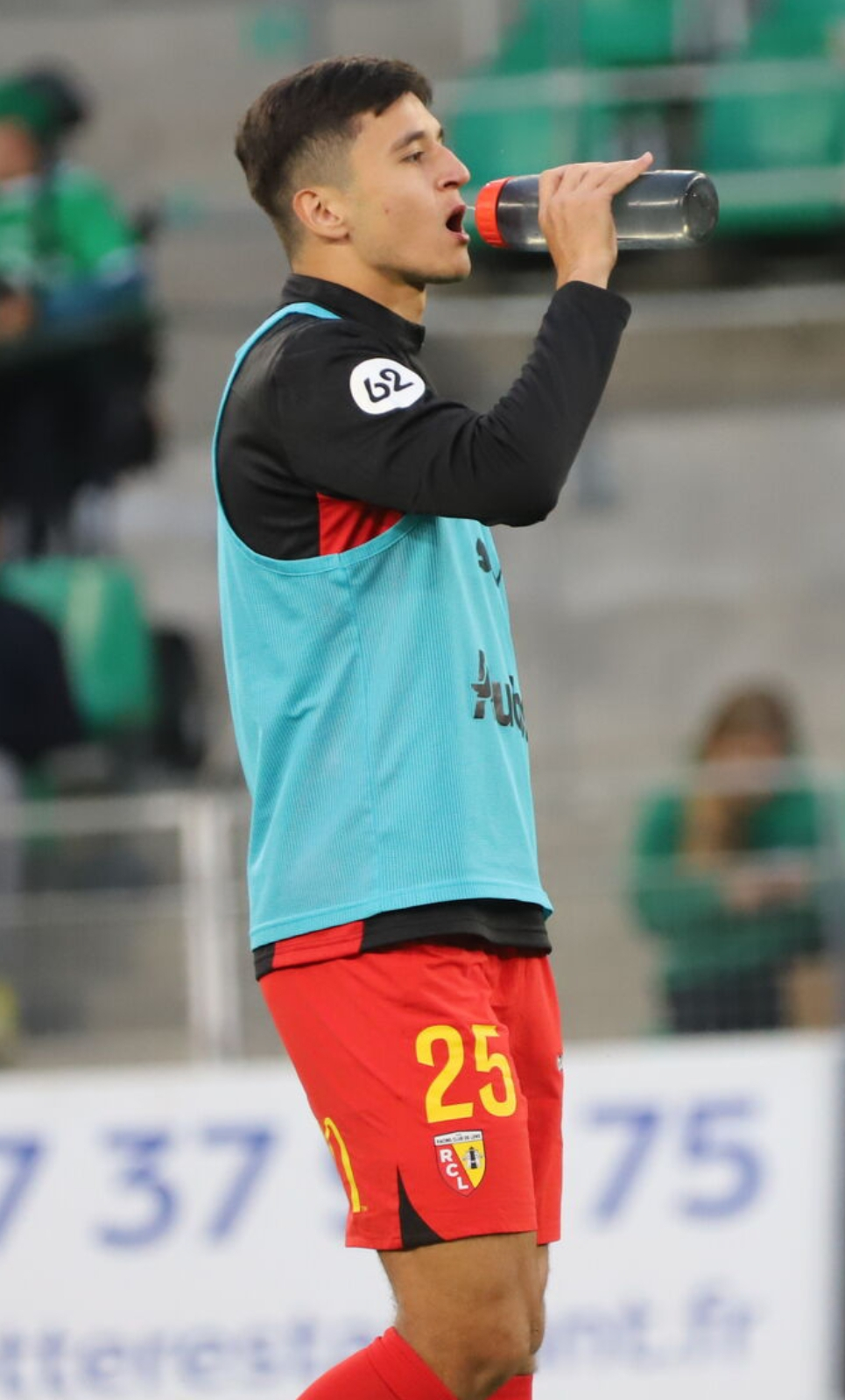
عبد القادر خوسانوف. سانت إتيان ضد لانس، 19 أكتوبر 2024.

في 24 يوليو 2023، وقع خوسانوف مع نادي لانس في الدوري الفرنسي بعقد مدته أربع سنوات. شارك لأول مرة مع النادي في 16 سبتمبر 2023 في خسارة 1-0 على أرضه أمام ميتز، ليصبح أول لاعب أوزبكي يلعب في الدوري الفرنسي.
في 29 نوفمبر 2023، لعب خوسانوف أول مباراة له في مسابقة الاتحاد الأوروبي لكرة القدم، وهي هزيمة 0–6 في مرحلة المجموعات بدوري أبطال أوروبا ضد أرسنال، ليصبح أصغر لاعب أوزبكي يبلغ من العمر 19 عامًا و9 أشهر يلعب في دوري أبطال أوروبا وفي أي مسابقة أندية تابعة للاتحاد الأوروبي.
واحتل لنس في النهاية المركز الثالث في مجموعته، وبالتالي تأهل إلى مرحلة خروج المغلوب في الدوري الأوروبي 2023–24. في 15 فبراير 2024، لعب خوسانوف مباراة الذهاب من التصفيات ضد نادي فرايبورغ، وانتهت بالتعادل 0–0، ليصبح أصغر لاعب أوزبكي يلعب في الدوري الأوروبي بعمر 19 عامًا و11 شهرًا.

### مانشستر سيتي
في 11 يناير 2025، وافق نادي لانس العرض الذي قدمه نادي مانشستر سيتي الإنجليزي لكرة القدم لشراء خوسانوف، والذي بلغ 40 مليون يورو بالإضافة إلى المكافآت.

## المسيرة الدولية

### شباب
لعب خوسانوف لصالح منتخب أوزبكستان تحت 17 سنة. في يونيو 2022، ظهر لأول مرة مع منتخب أوزبكستان تحت 19 عامًا، حيث لعب مباراتين وديتين ضد بيلاروسيا. في سبتمبر 2022، تم استدعاؤه إلى منتخب أوزبكستان تحت 20 عامًا، حيث لعب مباراتين كاملتين ضد سلوفاكيا.

#### فريق تحت العشرين
في مارس 2023، انضم خوسانوف إلى تشكيلة أوزبكستان تحت 20 عامًا للمشاركة في كأس آسيا تحت 20 عامًا. وكانت أول مباراة له في البطولة في 1 مارس 2023 ضد سوريا. تصدر الفريق مجموعته، وتقدم إلى مرحلة خروج المغلوب. في 11 مارس 2023، ساعد خوسانوف الفريق على هزيمة أستراليا بركلات الترجيح في ربع النهائي، وبالتالي ضمان مكان في كأس العالم تحت 20 سنة 2023. وفي الدور نصف النهائي يوم 15 مارس 2023، تغلبت أوزبكستان على كوريا الجنوبية بركلات الترجيح مرة أخرى. ثم حصل الفريق على لقب البطولة بفوزه على العراق في المباراة النهائية يوم 18 مارس.
في مايو 2023، تم استدعاء خوسانوف إلى منتخب أوزبكستان تحت 20 عامًا للمشاركة في كأس العالم تحت 20 عامًا. كانت أول مباراة له في البطولة في 20 مايو 2023، ضد الأرجنتين. بعد حصوله على المركز الثاني في مجموعته، تقدم الفريق إلى مرحلة خروج المغلوب، حيث خرج على يد إسرائيل في دور الستة عشر في 30 مايو 2023. طوال البطولة، كان خوسانوف لاعباً أساسياً، حيث لعب كل المباريات بكامل طاقته.

#### فريق تحت 23 سنة

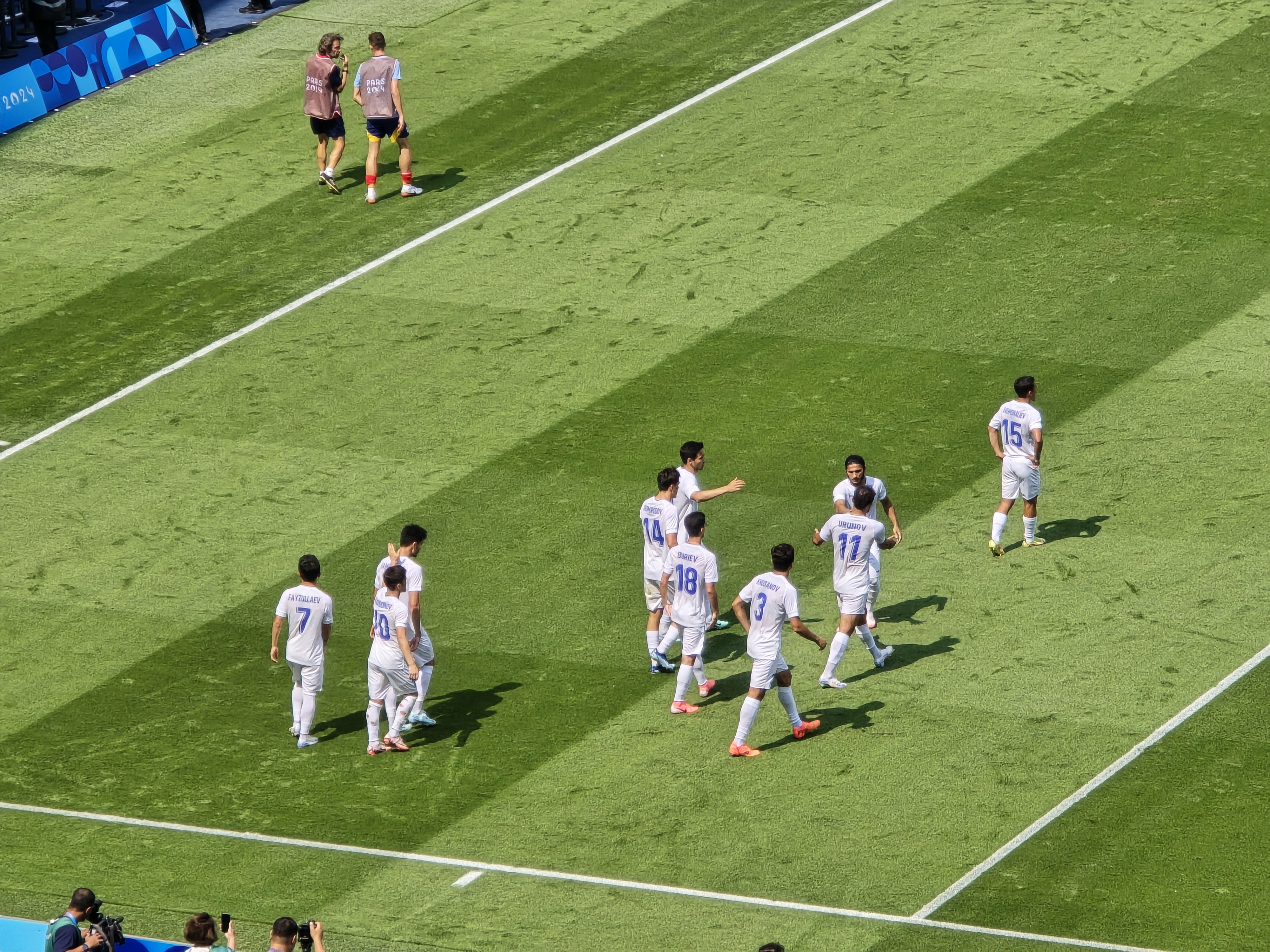
أوزبكستان ضد إسبانيا، اتحاد كرة القدم الأولمبي الصيفي للرجال 2024، بارك دي برينس (باريس).

في سبتمبر 2023، انضم خوسانوف إلى منتخب أوزبكستان تحت 23 عامًا للمشاركة في تصفيات كأس آسيا تحت 23 عامًا. شارك لأول مرة في 6 سبتمبر 2023، في مباراة ضد أفغانستان. قدم خوسانوف تمريرته الحاسمة الأولى لفريق تحت 23 عامًا في 12 سبتمبر 2023، في مباراة ضد إيران، مما ساعد في تأمين فوز ضيق.
في أبريل 2024، كان خوسانوف جزءًا من تشكيلة أوزبكستان تحت 23 عامًا المشاركة في كأس آسيا تحت 23 عامًا. خاض أول مباراة له في 23 أبريل 2024 ضد فيتنام، وبدأ في التشكيلة الأساسية. وصل الفريق إلى المباراة النهائية، حيث خسر أمام اليابان في 3 مايو 2024؛ ومع ذلك، لم يشارك خوسانوف في المباراة النهائية.

### محترف
في يونيو 2023، تلقى خوسانوف استدعاءً للانضمام إلى منتخب أوزبكستان الأول للمشاركة في كأس أمم وسط أفريقيا. في 11 يونيو، شارك لأول مرة على المستوى الدولي ضد عمان، حيث حل بديلاً لفاروق سيفائيف في الدقيقة 83. وصل خوسانوف مع الفريق إلى نهائي كأس أمم وسط أفريقيا، وحصل على المركز الأول في مرحلة المجموعات. وفي النهاية، حصل على الميدالية الفضية في البطولة، حيث خسر الفريق أمام إيران في المباراة النهائية في 20 يونيو، حيث قضى خوسانوف المباراة بأكملها على مقاعد البدلاء.
في يناير 2024، سافر خوسانوف مع المنتخب الوطني إلى المرحلة الرئيسية من كأس آسيا 2023. لعبت أول مباراة له في البطولة في 13 يناير 2024، ضد سوريا، حيث بدأ في التشكيلة وحصل على بطاقة صفراء. وبحلول نهاية مرحلة المجموعات، حصل خوسانوف وفريقه على المركز الثاني في المجموعة وتقدموا إلى مرحلة خروج المغلوب. وصل مع الفريق إلى ربع النهائيات، حيث خرجت أوزبكستان من البطولة على يد قطر في 3 فبراير بركلات الترجيح، وبذلك اختتمت مسيرتها في البطولة.

## الإنجازات
أوزبكستان تحت العشرين
- كأس آسيا للشباب تحت 20 سنة: 2023

أوزبكستان تحت 23 سنة
- وصيف كأس آسيا تحت 23 سنة: 2024

أوزبكستان
- وصيف كأس اتحاد وسط آسيا لكرة القدم: 2023

فردي
- فريق العام للرجال الآسيوي وفقًا للاتحاد الدولي لتاريخ وإحصاءات كرة القدم: 2023 [25]

### الأوسمة
- وسام "كيلاجاك بونيودكوري" (2023) [1]

## وصلات خارجية
- عبد القادر خوسانوف على موقع الاتحاد الأوربي (الإنجليزية)
- عبد القادر خوسانوف على موقع قاعدة بيانات كرة القدم.إي يو (الإنجليزية)
- عبد القادر خوسانوف على موقع ليكيب (الفرنسية)
- عبد القادر خوسانوف على موقع ناشيونال فوتبول تيمز (الإنجليزية)
- عبد القادر خوسانوف على موقع Soccerbase.com (لاعب) (الإنجليزية)
- عبد القادر خوسانوف على موقع Soccerway.com (الإنجليزية)
- عبد القادر خوسانوف على موقع عالم كرة القدم.نت (الإنجليزية)
- عبد القادر خوسانوف على موقع GSA (الإنجليزية)